# Ulrich Schnauss

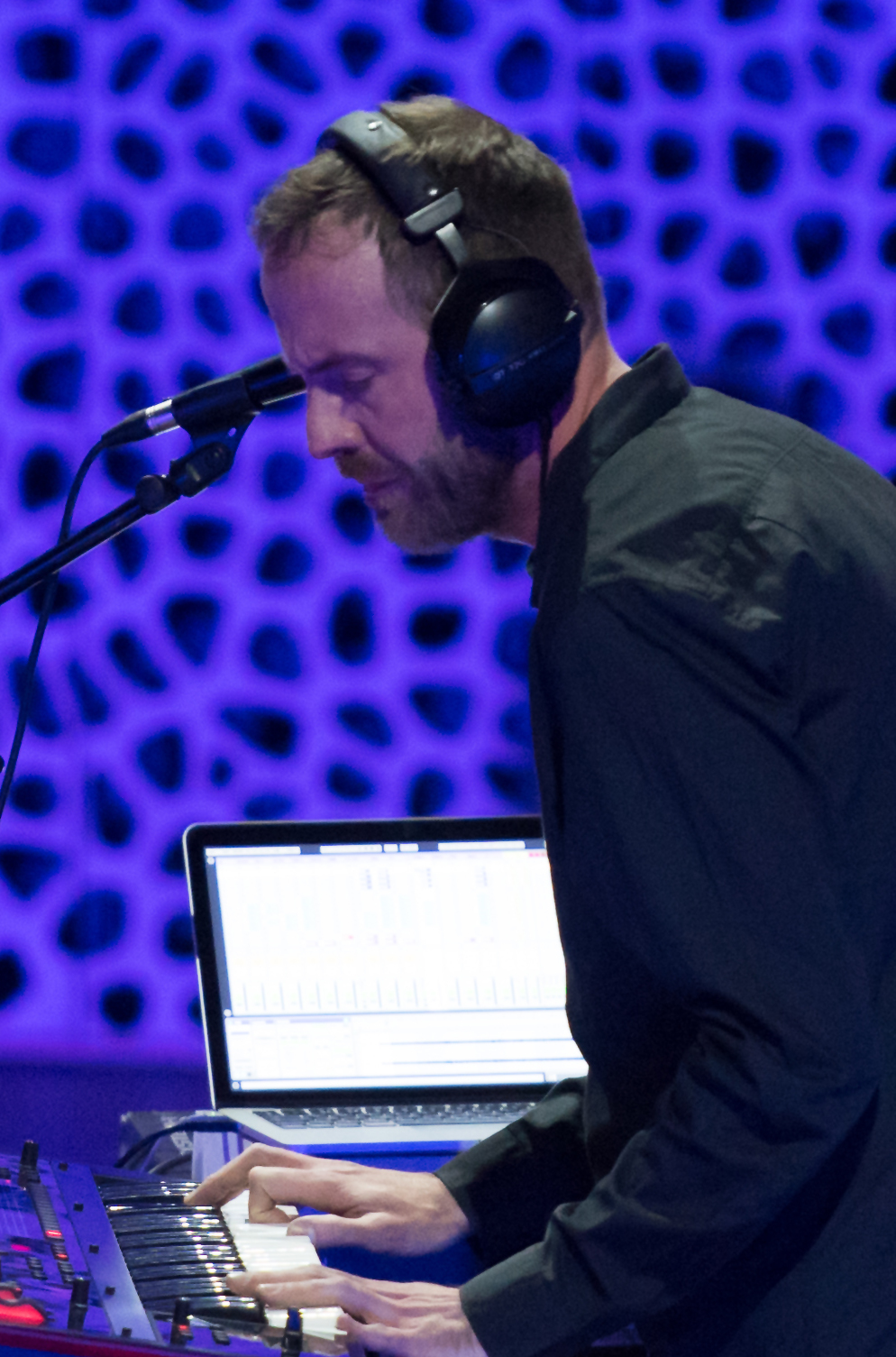
Ulrich Schnauss (2018)

Ulrich Schnauss (* 1977 in Kiel) ist ein deutscher Musiker und Musikproduzent. Seine Musik ist zwischen Ambient, Electronica, Shoegazing und Indietronic einzuordnen.

## Leben
Schnauss, der in Kiel geboren und aufgewachsen ist, zog 1996 nach Berlin. Dort veröffentlichte er unter Pseudonymen wie View to the Future und Ethereal 77 verschiedene Musikstücke von Ambient über Drum and Bass bis Elektronik. Schnauss produzierte einige Veröffentlichungen von Frank Müllers Projekt Beroshima und weitere Veröffentlichungen auf dessen Label Müller Records.
Unter dem Pseudonym Ethereal 77 veröffentlichte Schnauss 1999 das Album Landscapes. 2001 erschien auf dem Electronica-Label City Centre Offices das erste unter seinem Namen veröffentlichte, vielbeachtete Debütalbum Far Away Trains Passing By. 2003 folgte sein zweites Album A Strangely Isolated Place, welches an den Erfolg des vorherigen anknüpfen konnte.
2005 erschien das Playstation-2-Spiel Gran Turismo 4, welches seinen Titel A Million Miles Away als Soundtrack beinhaltet. Dieser Titel konnte damals auf Ulrich Schnauss' Homepage frei heruntergeladen werden. Ein Teil des Stückes On my own, welches auf dem Album A Strangely Isolated Place erschienen ist, ist in einer Folge (Under The Influence) der populären Fernsehserie CSI: Miami zu hören. Der Titel Passing By untermalt eine Szene des Films Elizabethtown mit Kirsten Dunst und Orlando Bloom. Sein drittes Album mit dem Namen Goodbye erschien im Juni 2007.
2012 folgte nach einer Zusammenarbeit mit Mark Peters sein erstes Soloalbum seit fünf Jahren: A Long Way to Fall, welches Schnauss auf seinem eigenen Label Scripted Realities veröffentlichte.
Von 2014 bis 2020 war Schnauss Mitglied der deutschen Elektronikgruppe Tangerine Dream. Der Computerlinguist Christian T. Petersen widmete ihm ein Stück (Shnousse); es ist auf YouTube abrufbar.

## Rechtsstreit
Im Oktober 2009 verklagte das Label hinter Schnauss Interscope-Geffen aufgrund zweier möglicherweise widerrechtlich verwendeter Songfragmente aus den Titeln Wherever You Are sowie A Strangely Isolated Place im Guns-N’-Roses-Song Riad And The Bedouins.

## Diskographie
Alben
- 2001: Far Away Trains Passing By (City Centre Offices)
- 2003: A Strangely Isolated Place (City Centre Offices)
- 2007: Goodbye (Independiente)
- 2010: Epic (mit Jonas Munk, Pedigree Cuts)
- 2012: Underrated Silence (mit Mark Peters, Bureau B)
- 2012: A Long Way To Fall (Scripted Realities)
- 2016: No Further Ahead Than Today (Scripted Realities)
- 2017: Passage (mit Jonas Munk) (Azure Vista (Cargo Records))